# Mamanguape
Mamanguape est une ville brésilienne du nord-est de l'État de la Paraíba. Sa population était estimée à 40 283 habitants en 2007. La municipalité s'étend sur 349 km2.
Elle fait partie de la région métropolitaine de João Pessoa.